# Yoshikane Mizuno
| Asteroidi scoperti: 52 | Asteroidi scoperti: 52 | Asteroidi scoperti: 52 |
| ---------------------- | ---------------------- | ---------------------- |
| 4265 Kani              | 8 ottobre 1989         |                        |
| 4351 Nobuhisa          | 28 ottobre 1989        |                        |
| 4353 Onizaki           | 25 novembre 1989       |                        |
| 4614 Masamura          | 21 agosto 1990         |                        |
| 4717 Kaneko            | 20 novembre 1989       |                        |
| 4799 Hirasawa          | 8 ottobre 1989         |                        |
| 4903 Ichikawa          | 20 ottobre 1989        |                        |
| 4904 Makio             | 21 novembre 1989       |                        |
| 4951 Iwamoto           | 21 gennaio 1990        |                        |
| 5236 Yoko              | 10 ottobre 1990        |                        |
| 5287 Heishu            | 20 novembre 1989       |                        |
| 5288 Nankichi          | 3 dicembre 1989        |                        |
| 5295 Masayo            | 5 febbraio 1991        |                        |
| 5775 Inuyama           | 29 settembre 1989      |                        |
| 5777 Hanaki            | 3 dicembre 1989        |                        |
| 5908 Aichi             | 20 ottobre 1989        |                        |
| 5909 Nagoya            | 23 ottobre 1989        |                        |
| 6392 Takashimizuno     | 29 aprile 1990         |                        |
| 6554 Takatsuguyoshida  | 28 ottobre 1989        |                        |
| 6661 Ikemura           | 17 gennaio 1993        |                        |
| 6902 Hideoasada        | 26 ottobre 1989        |                        |
| 7238 Kobori            | 27 luglio 1989         |                        |
| 7240 Hasebe            | 19 dicembre 1989       |                        |
| 7408 Yoshihide         | 23 settembre 1989      |                        |
| 7648 Tomboles          | 8 ottobre 1989         |                        |
| 8188 Okegaya           | 18 dicembre 1992       |                        |
| 8272 Iitatemura        | 24 settembre 1989      |                        |
| (8278) 1991 JJ         | 4 maggio 1991          |                        |
| (8487) 1989 SQ         | 29 settembre 1989      |                        |
| (8490) 1989 TU10       | 4 ottobre 1989         |                        |
| (8851) 1990 XB         | 8 dicembre 1990        |                        |
| (8864) 1991 VU         | 4 novembre 1991        |                        |
| (8873) 1992 UM2        | 21 ottobre 1992        |                        |
| (9039) 1990 WB4        | 16 novembre 1990       |                        |
| (11281) 1989 UM1       | 28 ottobre 1989        |                        |
| (11501) 1989 UU3       | 29 ottobre 1989        |                        |
| (11503) 1990 BF        | 21 gennaio 1990        |                        |
| (11865) 1989 SC        | 23 settembre 1989      |                        |
| (11924) 1992 WS3       | 17 novembre 1992       |                        |
| (12745) 1992 UL2       | 21 ottobre 1992        |                        |
| (13034) 1989 UN        | 23 ottobre 1989        |                        |
| (14851) 1989 SD        | 23 settembre 1989      |                        |
| (14852) 1989 SE        | 23 settembre 1989      |                        |
| (15715) 1989 UN1       | 28 ottobre 1989        |                        |
| (16456) 1989 UO        | 23 ottobre 1989        |                        |
| (17441) 1989 UE        | 20 ottobre 1989        |                        |
| (19144) 1989 UP1       | 28 ottobre 1989        |                        |
| (19977) 1989 TQ        | 7 ottobre 1989         |                        |
| 20020 Mipach           | 4 novembre 1991        |                        |
| 20036 Marcboucher      | 21 ottobre 1992        |                        |
| (22297) 1989 WA1       | 21 novembre 1989       |                        |
| (29164) 1989 UA        | 20 ottobre 1989        |                        |

Yoshikane Mizuno (水野義兼; 1954) è un astronomo giapponese.
Mizuno è un prolifico scopritore di asteroidi, ne ha scoperti più di 50, tutti con Toshimasa Furuta. 

L'asteroide 4541 Mizuno è stato battezzato in suo onore .